# Аневризма черевної аорти
Аневризма черевної аорти — це набряк (аневризма) аорти — основної кровоносної судини, яка веде від серця вниз через черевну порожнину до решти тіла. Черевна аорта є найбільшою кровоносною судиною в організмі та зазвичай має ширину близько 2 см — приблизно як ширина садового шланга.